# Games Done Quick

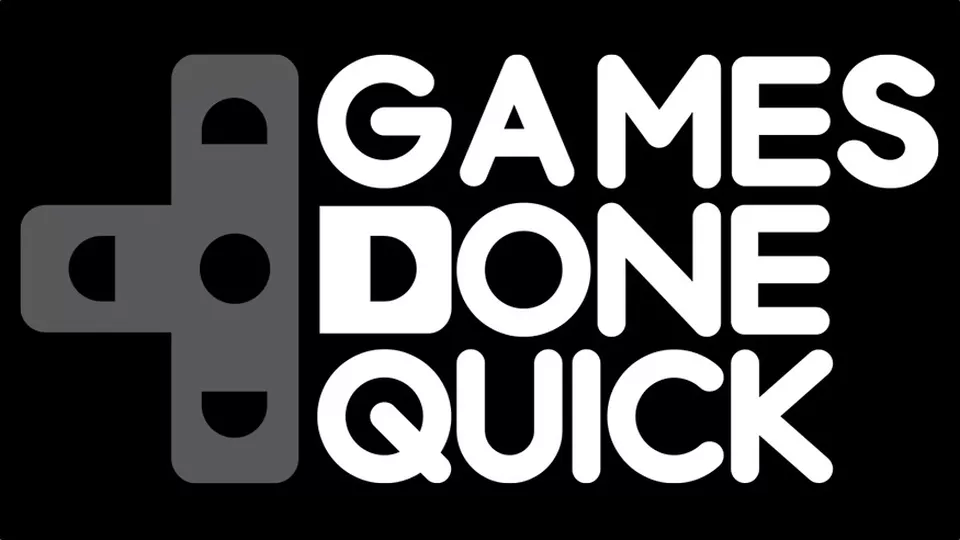
Logotipo oficial.

Awesome Games Done Quick e Summer Games Done Quick são duas "maratonas" anuais de speedruns de jogos eletrônicos realizadas nos Estados Unidos, gerenciadas pelas comunidades Speed Demos Archive e SpeedRunsLive. Realizadas desde 2010, os eventos arrecadam fundos para várias instituições de caridade; as duas mais comuns sendo Prevent Cancer Foundation e Médicos sem Fronteiras. Os eventos são transmitidos ao vivo pelo Twitch. A audiência é encorajada a doar através de incentivos no decorrer da transmissão, tais como dar nome a personagens durante uma corrida, fazer com que os corredores tentem desafios mais complicados, ou concorrer a prêmios. Mais de US$6,7 milhões foram arrecadados no curso de treze maratonas.

## Formato

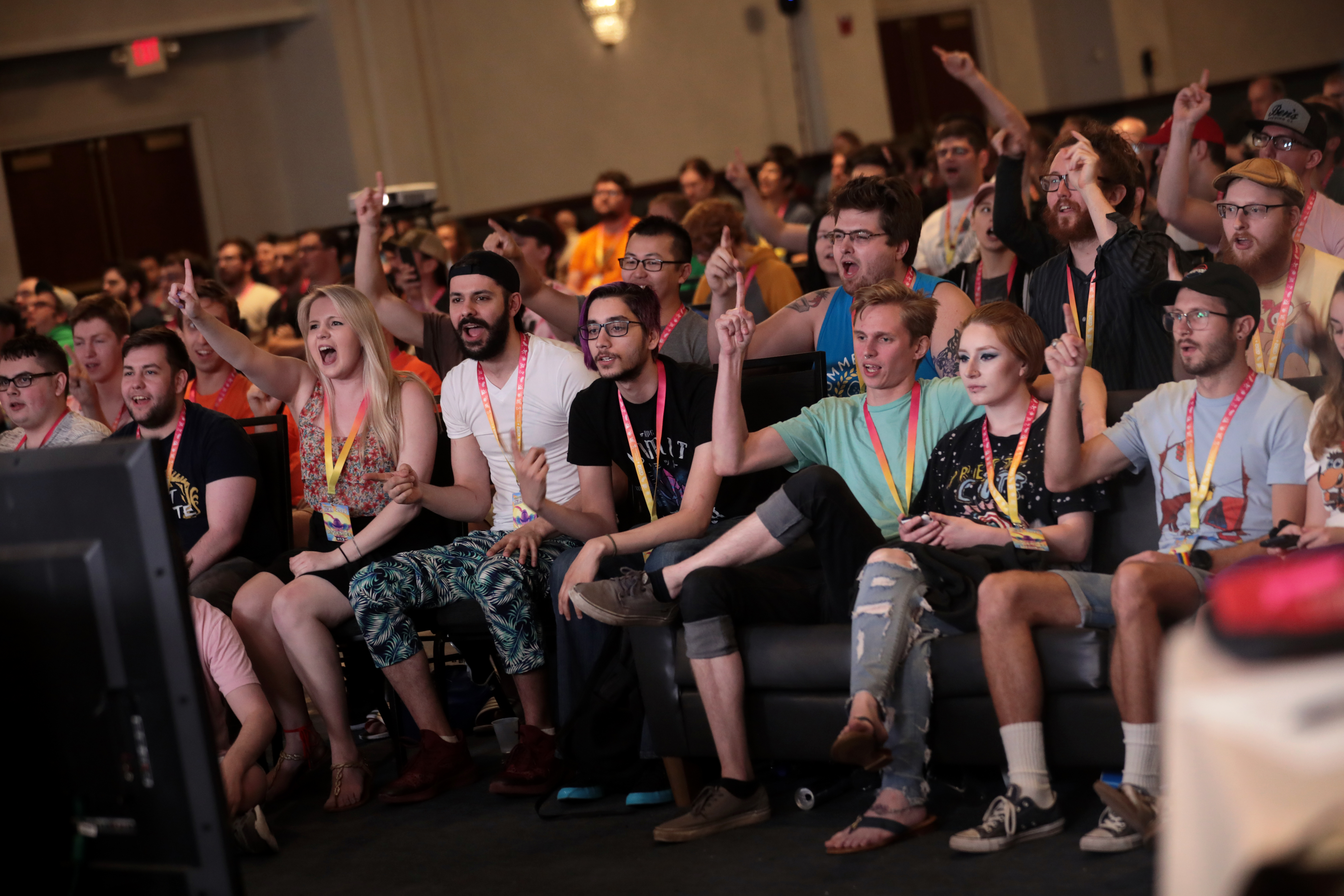
Participantes no evento Summer Games Done Quick (SGDQ) no Hotel DoubleTree Hilton Bloomington-Minneapolis, em Minneapolis, EUA.

Diante de uma audiência ao vivo e também através do Twitch, os corredores demonstram suas habilidades completando jogos variados no menor tempo possível. Às vezes, essas corridas podem ser executadas de formas específicas ou incomuns, como completar cada fase por inteiro, jogar vendado, ou como uma corrida entre vários corredores competindo uns com os outros para ver quem termina o jogo primeiro. Cada corrida conta com o comentário do próprio corredor ou de comentaristas.
A maioria das corridas mais populares conta com glitches e discussões entre o corredor e os comentaristas. As doações da audiência podem conter comentários humorosos com referências internas à comunidade de speedrunners, bem como reconhecimentos mais pessoais que dizem respeito à caridade contribuída.

## História
A primeira maratona de caridade realizada pela Speed Demos Archive foi realizada em janeiro de 2010, e arrecadou mais de US$10.000 para a CARE. Após seu sucesso, a primeira maratona Awesome Games Done Quick foi realizada em janeiro de 2011, arrecadando mais de US$50.000 para a Prevent Cancer Foundation. A primeira Summer Games Done Quick ocorreu em agosto de 2011, levantando US$20.000 para a Organization for Autism Research. Desde então, tanto a Awesome Games Done Quick como a Summer Games Done Quick passaram a ser realizadas anualmente. Maratonas adicionais podem ser realizadas para outros eventos, como, por exemplo, a Japan Relief Done Quick em 2011, que arrecadou mais de US$25.000 em apoio às vítimas do terremoto de Tohoku em 2011.

## Lista de maratonas
| Evento                        | Data                              | Local                                                                    | Caridade                         | Valor arrecadado | Informações adicionais                                                                 |
| ----------------------------- | --------------------------------- | ------------------------------------------------------------------------ | -------------------------------- | ---------------- | -------------------------------------------------------------------------------------- |
| Classic Games Done Quick      | 1 a 3 de janeiro de 2010          | Hilton Alexandria Mark Center Alexandria, Virgínia (durante a MAGFest 8) | CARE                             | US$10.531,64     | Primeira maratona realizada pela Speed Demos Archive.                                  |
| Awesome Games Done Quick 2011 | 6 a 11 de janeiro de 2011         | National 4-H Center Chevy Chase, Maryland                                | Prevent Cancer Foundation        | US$52.519,83     |                                                                                        |
| Japan Relief Done Quick       | 7 a 10 de abril de 2011           | Online (jogadores individuais transmitiam de suas casas)                 | Médicos sem Fronteiras           | US$25.800,33     | Um evento improvisado para ajudar as vítimas do terremoto e tsunami de Tohoku em 2011. |
| Summer Games Done Quick 2011  | 4 a 6 de agosto de 2011           | Residência de um participante em Utah                                    | Organization for Autism Research | US$21.396,76     |                                                                                        |
| Awesome Games Done Quick 2012 | 4 a 9 de janeiro de 2012          | National 4-H Youth Conference Center Washington, D.C.                    | Prevent Cancer Foundation        | US$149.044,99    | Primeira edição do Games Done Quick a arrecadar mais de US$100.000.                    |
| Summer Games Done Quick 2012  | 24 a 28 de maio de 2012           | Residência de um participante em Utah                                    | Organization for Autism Research | US$46.278,99     |                                                                                        |
| Awesome Games Done Quick 2013 | 6 a 12 de janeiro de 2013         | National 4-H Youth Conference Center Washington, D.C.                    | Prevent Cancer Foundation        | US$448.423,27    |                                                                                        |
| Summer Games Done Quick 2013  | 25 a 30 de julho de 2013          | Sheraton Denver Tech Center Greenwood Village, Colorado                  | Médicos sem Fronteiras           | US$257.181,07    |                                                                                        |
| Awesome Games Done Quick 2014 | 5 a 11 de janeiro de 2014         | Crowne Plaza Dulles Herndon, Virgínia                                    | Prevent Cancer Foundation        | US$1.031.665,50  | Primeira edição do Games Done Quick a arrecadar mais de US$1.000.000.                  |
| Summer Games Done Quick 2014  | 22 a 28 de junho de 2014          | Crowne Plaza DIA Denver, Colorado                                        | Médicos sem Fronteiras           | US$718.235,07    | US$82.984,71 foram arrecadados através do SGDQ 2014 Bundle.                            |
| Awesome Games Done Quick 2015 | 4 a 10 de janeiro de 2015         | Hilton Washington Dulles Herndon, Virgínia                               | Prevent Cancer Foundation        | US$1.576,085,00  | US$200.556,24 foram arrecadados através do AGDQ 2015 Bundle.                           |
| Summer Games Done Quick 2015  | 26 de julho a 2 de agosto de 2015 | Crowne Plaza St. Paul Riverfront St. Paul, Minnesota                     | Médicos sem Fronteiras           | US$1.215.601,49  | Primeira edição do SGDQ a arrecadar mais de US$1.000.000.                              |
| Awesome Games Done Quick 2016 | 3 a 10 de janeiro de 2016         | Hilton Washington Dulles Herndon, Virgínia                               | Prevent Cancer Foundation        | US$1.216.304,02  |                                                                                        |
| Summer Games Done Quick 2016  | 3 a 10 de julho de 2016           | Hilton Minneapolis Downtown Minneapolis, Minnesota                       | Médicos sem Fronteiras           |                  |                                                                                        |